# Московский монетный двор
Моско́вский моне́тный двор — филиал акционерного общества «Гознак», один из двух действующих монетных дворов в России (наряду с Санкт-Петербургским). Предприятие специализируется на изготовлении государственных заказов по выпуску разменных и памятных монет, государственных наград, медалей и орденов.
Помимо этого, двор выполняет заказы на чеканку монет для иностранных государств (например, все монеты Абхазии — апсары, а также часть монет для Индии) и частные заказы по изготовлению жетонов, значков и памятных медалей.

## История
История чеканки монет в Москве насчитывает несколько веков, однако современное предприятие было основано во время Великой Отечественной войны.

### Основание и деятельность в годы войны
25 апреля 1942 года Народный комиссариат финансов СССР издал приказ о создании в Москве филиала монетного двора в составе Управления Гознака. Предприятие было организовано на базе артели «Художник-металлист» Мосгорметремсоюза. Необходимость создания нового производства была вызвана тем, что Ленинградский монетный двор был эвакуирован в Краснокамск и с трудом справлялся с возросшими объёмами заказов на изготовление боевых наград. Московский филиал, укомплектованный преимущественно выпускниками ремесленных училищ, женщинами и подростками, немедленно подключился к выполнению этих задач.
Изначально на ММД производились только вырубка, штамповка и сборка изделий, а серебряную ленту поставлял Московский завод № 6 Наркомцветмета. 13 июля 1942 года двору были выделены площади на территории Московской печатной фабрики. Это позволило начать формирование собственного инструментального цеха и других производственных участков. Первой продукцией стали медали «За отвагу» и «За боевые заслуги», а к концу года было освоено производство орденов «Красная Звезда», «Отечественная война» II степени, «Знак Почёта», а также медалей «За трудовую доблесть» и «За трудовое отличие».
За годы войны на предприятии были внедрены новые технологии: холодная штамповка на фрикционных прессах, водородная пайка деталей, обжиг эмалей в электропечах. Совместно с АН СССР был разработан специальный защитный лак. В 1944 году незначительное изменение толщины серебряных медалей позволило сэкономить 2370 кг серебра.

### Послевоенное развитие
После войны ММД освоил выпуск гражданской продукции. В 1946 году была отчеканена первая партия школьных медалей из золота 583-й пробы и серебра 925-й пробы. В 1947 году был создан цех по изготовлению запчастей для печатных машин Гознака, что позволило отказаться от импорта. В 1949 году, при участии ВНИИ Гознака, на ММД был создан участок плавки и проката драгоценных металлов.
В 1950-х годах предприятие расширило ассортимент:
- 1951 год — организован цех для реставрации изделий из драгоценных металлов для Гохрана СССР.
- 1953 год — начато производство золотых корпусов для часов по заказу часовых заводов страны. Были разработаны технологии для работы с золотыми сплавами 750-й и 375-й пробы.
- 1957 год — выполнен крупный заказ на изготовление значков и медалей для Всемирного фестиваля молодёжи и студентов в Москве. Была освоена технология производства значков из анодированного алюминия[2].

В 1958 году специалисты ММД участвовали в организации алмазообрабатывающих предприятий в Смоленске, Киеве и Москве, спроектировав и изготовив станки для огранки и распиловки алмазов. За эту работу группа сотрудников была удостоена Государственной премии СССР. В 1965 году двор разработал и наладил выпуск нумерационных аппаратов для печатных фабрик Гознака, полностью обеспечив потребности отрасли.

### Строительство нового комплекса и олимпийская программа
В 1968 году Совет министров СССР принял решение о строительстве нового производственного комплекса для Московского монетного двора. Строительство началось в 1974 году на Даниловском валу и было в основном завершено к 1983 году. Переезд со старой площадки занял пять лет и завершился в 1987 году выходом на проектную мощность.
Параллельно со строительством ММД осваивал новые виды продукции:
- 1975 год — начат выпуск золотых инвестиционных монет «Сеятель».
- 1977 год — создан отдельный цех для чеканки серии памятных монет в честь Олимпиады-80. Была освоена технология чеканки монет качества «пруф» с использованием закупленного импортного оборудования[2].
- 1983 год — в новом комплексе запущен цех по производству разменной монеты[2].

### В Российской Федерации
В октябре 1991 года Московский монетный двор изготовил тираж первой государственной награды Российской Федерации — медали «Защитнику свободной России» для награждения участников событий августа 1991 года.
В 1993 году на ММД были выпущены первые тиражи монет новой России, в том числе освоена технология производства биколорных (составных) монет номиналом 50 и 100 рублей. В 1996 году предприятие впервые в России отчеканило золотые монеты массой 1 килограмм. С 1997 года ММД, наряду с Санкт-Петербургским монетным двором, чеканит разменные монеты образца 1997 года. В 1999 году двор выиграл тендер на изготовление разменных монет номиналом 2 и 5 рупий для Индии.

## Продукция
Московский монетный двор Гознака является современным предприятием, выпускающим широкий перечень продукции:
- разменные монеты всех номиналов;
- памятные и инвестиционные монеты из драгоценных и недрагоценных металлов;
- государственные награды, ордена и медали;
- памятные и юбилейные медали;
- значки и нагрудные знаки;
- жетоны;
- сувенирная продукция.